# Mieji-juku

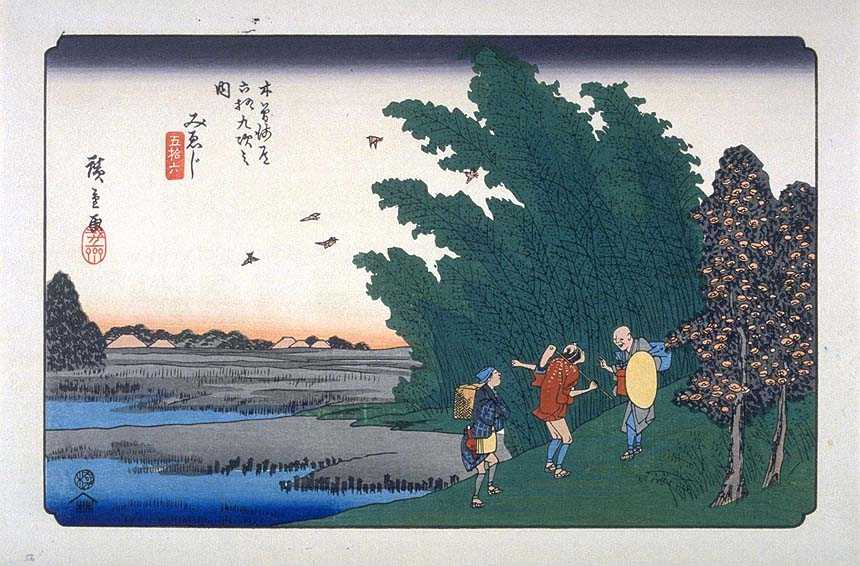
Mieji-juku, estampe de Hiroshige de la série Les Soixante-neuf Stations du Kiso Kaidō.

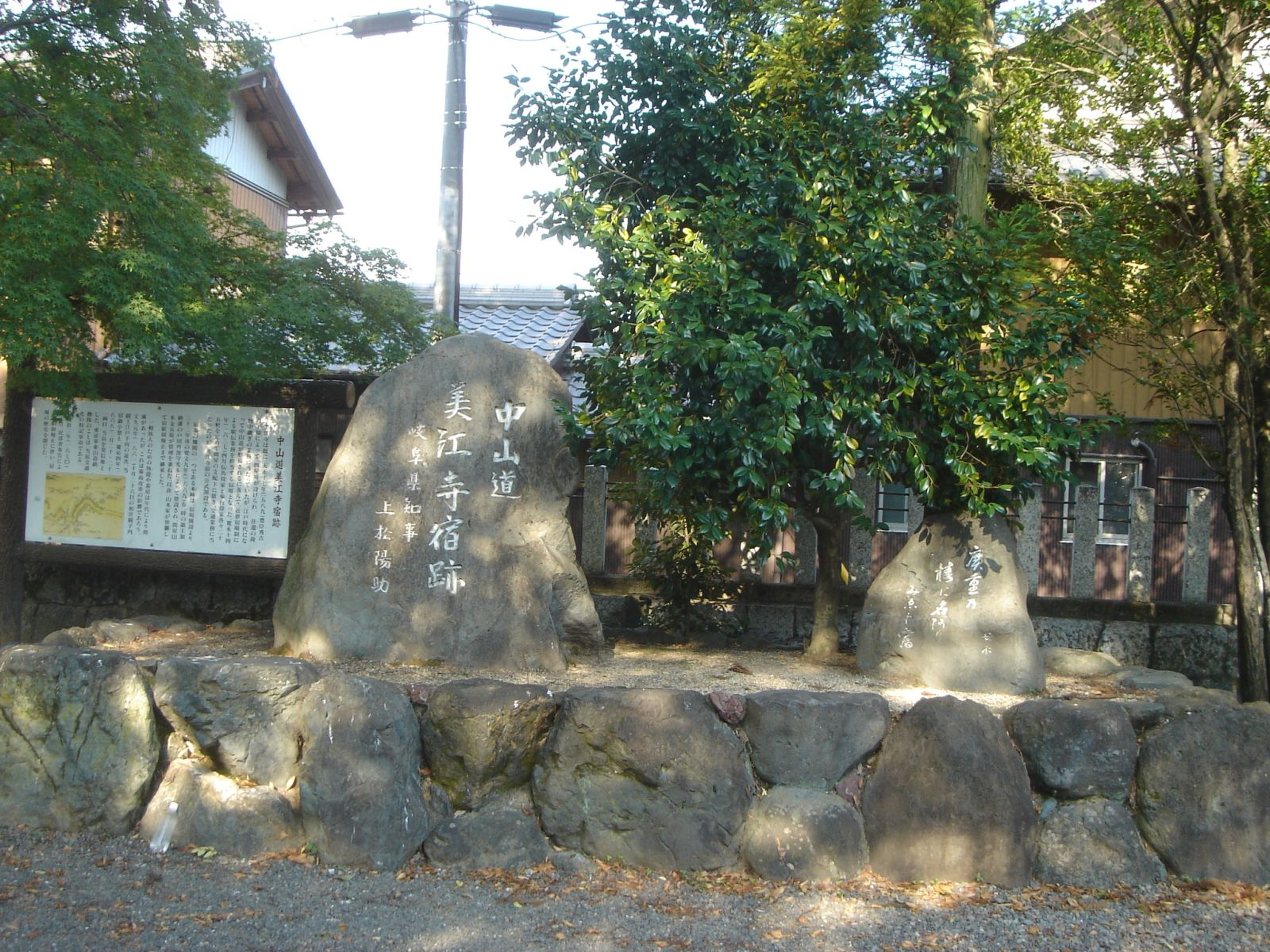
Indicateur en pierre à l'emplacement de Mieji-juku.

Mieji-juku (美江寺宿, Mieji-juku) était la cinquante-cinquième des soixante-neuf stations du Nakasendō. Elle est située dans la ville moderne de Mizuho, préfecture de Gifu au Japon. Cette station reçut son nom du temple Mie-ji qui se trouvait à Mizuho durant la période Edo. Lorsqu’il était au pouvoir, Saitō Dōsan déplaça le temple dans la ville actuelle de  Gifu.

## Environs
La rivière Goroku qui coulait le long de Mieji-juku doit son nom à la station. Goroku (五六) signifie « 56 » (Mieji-juku était la 56e étape au long du Nakasendō si on incluait Nihonbashi.)

## Stations voisines
Nakasendō
Gōdo-juku – Mieji-juku – Akasaka-juku